# TVS
TVS Motor Company е водещ производител на двуколесни и триколесни автомобили, базиран в Индия. Компанията е създадена през 1978 г. като подразделение на TVS Group и през 1982 г. става независима. Централата ѝ се намира в Ченай, Тамил Наду, Индия. TVS Motor Company предлага широка гама от продукти за двуколесни и триколесни превозни средства, включително мотоциклети, скутери и мотопеди. Компанията е известна със своите икономични и стилни автомобили. В глобален мащаб TVS Motor Company има присъствие в над 60 страни в Азия, Африка и Латинска Америка. Тя е създала няколко дъщерни дружества и съвместни предприятия, за да засили дейността си – TVS Motor (Singapore) Pte Limited, Sundaram-Clayton Ltd и TVS Motor Services Ltd. По отношение на пазарната позиция TVS Motor Company стабилно печели известност през годините. Към 2023 г. е третият по големина производител на мотоциклети в Индия и една от десетте най-големи компании за двуколесни автомобили в света. Компанията е свидетел на постоянен ръст на глобалните продажби и се очертава като силен конкурент в индустрията. През 2002 г. тя става първата компания за двуколесни автомобили в света, удостоена с наградата „Деминг“ за цялостно управление на качеството. Постига също значителен напредък в сегмента на електрическите превозни средства, пускайки електрически скутери и мотоциклети. Компанията има за цел да засили допълнително глобалното си присъствие и да увеличи пазарния си дял, като предлага диференцирани продукти и поддържа фокуса си върху удовлетвореността на клиентите.